# Murder Most Foul
Murder Most Foul är en låt av den amerikanske sångaren och låtskrivaren Bob Dylan, det tionde och sista spåret på hans 39:e studioalbum, Rough and Rowdy Ways (2020). Den släpptes som albumets första singel den 27 mars 2020 på Columbia Records. Sången tar upp mordet på John F. Kennedy i ett bredare sammanhang av amerikansk politisk och kulturell historia. Med en längd på 16 minuter och 56 sekunder är det den längsta låten han någonsin släppt, och överträffar 1997 års Highlands som är 16 minuter och 31 sekunder lång.
I ett uttalande som släpptes med singeln antydde Dylan att Murder Most Foul var en gåva till fansen för deras stöd och lojalitet genom åren. Låtens titel kommer från en rad i Hamlet. Förutom medlemmar i Dylans turnéband medverkar även Fiona Apple och Alan Pasqua som båda spelar piano på låten.
Låten var den första originalmusiken Dylan släppt sedan 2012 och genererade enormt mycket kritik.